# 呂碧城
呂碧城（1883年—1943年1月24日），行名贤锡，后更名碧城，一名兰清，字遁夫，号明因，后改号圣因，晚号宝莲居士，法号曼智，女，安徽旌德人，中國作家、词人、教育家、政治人物。她提倡女學，是素食主义者和动物保护主义者，佛教居士。她是20世纪在欧美提出禁止杀害动物的先驱者之一。

## 生平

### 早年生活
吕碧城出生于官宦之家，其父吕凤岐是光绪三年丁丑科进士，曾出任国史馆协修、玉牒馆纂修、山西学政等官职，家中藏书颇丰，共计三万卷。
呂碧城9岁便和同邑汪氏议婚。12岁时，她父亲去世，其遗产均被族侄们强行瓜分，她只能和母亲相依为命。过了几年，她的舅舅严朗轩在直隶塘沽做官，她母亲严氏送她到塘沽投靠舅舅，并在塘沽念书。其间，呂碧城的母亲被匪徒掳去，呂碧城遂以年家侄女的身分向江苏布政使樊增祥求援，使母亲脱险。但呂碧城的夫家汪氏以女性被掳不名誉为名，遂提出退婚。吕家无力反对。此后呂碧城终身未嫁。

### 从大公报到女学
光绪二十九年（1903年）春，吕碧城自塘沽到天津，天津《大公报》创办人英斂之賞識其才華，聘她為該報編輯。吕碧城初到天津时，寓居英敛之宅，结识了秋瑾。此后英敛之在直隶总督袁世凯，天津道唐绍仪以及士绅严范孙、傅增湘、方药雨等人支持下，于同年创设北洋女子公学，吕碧城任总教习，后任监督。光绪三十二年（1903年），该校师范科成立。宣统元年（1909年），师范科第一届毕业，此届毕业生共10名。
1907年1月，秋瑾在上海创办《中国女报》，该刊仅出版过两期，每期都刊登了吕碧城的文章。创刊号上刊登了她所撰的《发刊辞》,第二期上刊登了她写的《女子宜急结团体论》。1907年7月，秋瑾被清政府处决。吕碧城闻讯后，派仆人偷偷将秋瑾的尸骨收敛起来，安葬在杭州西泠（后来徐自华、吴芝臻重新安葬了秋瑾），后来曾经亲自拜谒秋瑾墓。
在她任教期间，1908年《大公报》刊登了题为《师表有亏》的短文，批评称几位教习打扮妖艳，招摇过市，有损师德。吕碧城认为此文在讽刺自己，遂于《津报》上发表文章驳斥，并声言今后永远不再到《大公报》馆。此后她和英敛之关系恶化，虽然后来有所恢复，她还曾到香山看望参与创办了香山慈幼院的英敛之，但二人关系始终未恢复到原有水平。

### 北京、上海、美国
1912年中华民国成立后，北洋女学曾一度停办，后改为天津女子师范学校。吕碧城在学校停办时离职，任袁世凯总统府秘书，1915年辞职。此后她和母亲在上海安居。在上海期间，她继续学习英文，同时兼任上海《时报》特约记者，并且因投资西商开办的贸易公司而迅速致富。1918年到1919年间，她母亲病逝于上海。她安葬了母亲后，准备出国留学，行前到北京、天津向朋友们告别。1918年底，她因患病,到了香港休養, 延至翌年9月,才留学美國哥倫比亞大學，當旁听生，主修美术，兼学历史和文学。1920年春，她回国探亲，住北京饭店。释谛闲在北京讲经说法，她拜见释谛闲，遂信佛。

### 游历欧美
1922年夏，她学成回国，住在上海，并且加入南社。1924年，她再度出国，遊歷歐美七国，写下《欧美漫游录》（又名《鸿雪因缘》），在北京《顺天时报》以及《半月》杂志连载。
1928年，她在法国巴黎从事佛教活动。后来她在定居瑞士以后，弘扬佛法，编译了《欧美之光》等书。1928年冬，她提出成立“中国保护动物会”的倡议，号召禁止杀害所有动物，提倡素食。1929年5月，她应国际保护动物会（德語：Internationale Tierschutz-Kongreß）的邀请，到维也纳参加大会（又称万国保护动物大会）。在会上，她发表了题为“废屠”的演说，在到会的二十五个国家的公使以及5000多名代表中反响强烈。维也纳六大报纸均于头版发表其讲稿和个人照片，她还受到维也纳市长接见。
1930年春，她在瑞士皈依佛门，成为在家居士，法号曼智。她曾编过中英文对照的《法华经普门品》，1933年由上海佛学书局出版。一些资料称她曾英译佛经若干种，此乃误传。

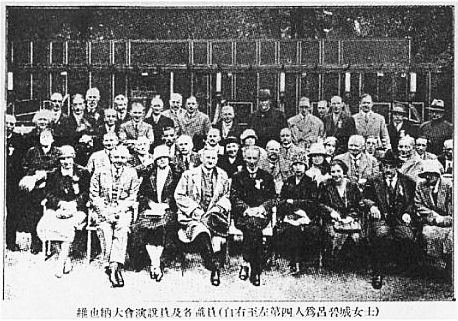
维也纳大会合影。前排右起第四人为吕碧城

1933年冬，她离开瑞士回中国，仍住在上海，其间，她完成了《观无量寿经释论》等佛学方面的著作。1936年曾來香港跑馬地山光道購置樓房自住，後因樓房有白蟻繁殖，她不忍滅蟻殺生，最終以低價售出物業。同年冬天，她到北京，修訂毕生词作，定名为《晓珠词》刊行。
1937年七七事变后，她第三次出国到欧洲，后来在欧美宣传慈悲佛学，护生戒杀。第二次世界大战爆发后，吕碧城在1940年离开欧洲到香港，原本准备回中国内地，但戰火令归途受阻，遂留居香港。1941年聖誕日，日军占领了香港。
1943年1月24日，她在香港東蓮覺苑病逝。亲友们遵照她的遗嘱，将其全部财产布施佛事，遗体火化，骨灰和面成丸，投入大海以泽及动物。 

## 个人生活

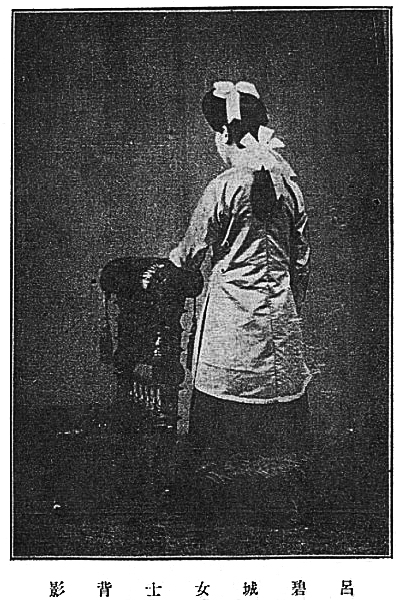
吕碧城女士背影

### 爱情
吕碧城曾被中华民国各界名流争相追慕，知名人士有著名诗人樊增祥、易实甫，袁世凯之子袁克文、李鸿章之姪李经羲等。
吕碧城和自己的密友谈起感情问题时曾说：“生平可称心的男人不多，梁启超早有家室，汪精卫太年轻，汪荣宝人不错，也已结婚，张謇曾给我介绍过诸宗元，但年届不惑，须眉皆白，也太不般配。我的目的不在钱多少和门第如何，而在于文学上的地位，因此难得合适的伴侣，东不成、西不就，有失机缘。幸而手头略有积蓄，不愁衣食，只有以文学自娱了。”

### 友情
吕碧城和秋瑾是至交好友，两人曾呼吁社会变革和民主思想以及女权运动，秋瑾在被捕遭到處死后，吕碧城设法将其尸体埋藏。后来吕碧城在欧美游历期间，曾撰文《革命女侠秋瑾传》，发表在美国纽约、芝加哥等地区的报刊，引发强烈反响。

### 宗教信仰
中华民国初年，吕碧城在北京见过天台宗高僧谛闲，顿悟佛法。后游历欧美时，在伦敦街头“捡得印光法师之传单，及聂云台君之佛学小册”，回到寓所后念佛。1930年，吕碧城正式皈依三宝，成为在家居士，法名曼智。

## 著作
- 梦雨天华室丛书
- 吕碧城集
- 欧美之光
- 观无量寿经释论
- 梵海蠡测
- 法华经普门品（华英文对照）
- 晓珠词
- 吕氏三姊妹集（吕清扬、吕美荪、呂碧城）
- 吕碧城词笺注

## 家庭
- 父：呂鳳岐，清朝进士，曾任山西學政。
- 母：嚴士瑜（继室）（嚴士瑜的外祖母沈善宝（1808 - 1862）是清朝著名女诗人）[11]
- 长兄：（早夭）
- 次兄：（早夭）
- 大姐：吕湘，行名贤钟，字蕙如
- 二姐：吕美荪，行名贤鈖，后改名眉孙，眉生，又易名美荪，字清扬，号仲素，别署齐州女布衣。女诗人。
- 小妹：吕坤秀，行名贤满

呂碧城是家中幼女，姐妹中排行第三。

## 评价
严复：“此女实是高雅率真，明达可爱，外间谣诼，皆因此女过于孤高，不放一人于眼里之故。故我看甚是柔婉服善，说话间除自己剖析之外，亦不肯言人短处。 ”
龙榆生将吕碧城的作品收录入《近三百年名家词选》，称她是：“近三百年来最后一位女词人”、“凤毛麟角之才女”。
陶杰：“并非首首闺秀纤巧，而是烙印了时代的烽烟。手笔婉约，别见雄奇，敏感玲珑，却又暗蓄孤愤。”
诗人柳亚子：“足以担当女诗人而无愧”
诗人易实甫：“其所为诗文见解之高，才笔之艳，皆非寻常操觚家所有也。 ”
现代著名女作家苏雪林：“美艳有如仙子”。